# La Borunda
La Borunda är en ort i Mexiko.   Den ligger i kommunen Comonfort och delstaten Guanajuato, i den centrala delen av landet, 220 km nordväst om huvudstaden Mexico City. La Borunda ligger 1 912 meter över havet och antalet invånare är 705.
Terrängen runt La Borunda är kuperad. Runt La Borunda är det ganska tätbefolkat, med 149 invånare per kvadratkilometer. Närmaste större samhälle är Comonfort, 9,4 km väster om La Borunda. I omgivningarna runt La Borunda växer huvudsakligen savannskog.